# 拜門口
拜門口是指一種在住家或公司、機關門口祭拜的儀式，可以祭拜各類型鬼神。如：每逢做牙祭拜土地神、祭拜保護此地的五營神將（俗曰「犒軍」或「賞兵」）、祭拜此地的地基主（房舍守護靈）、好兄弟（孤魂）。也可以是地區迎神賽會或廟會時，在門口設香案祭拜過路的神靈等。